# Refletividade de raios X

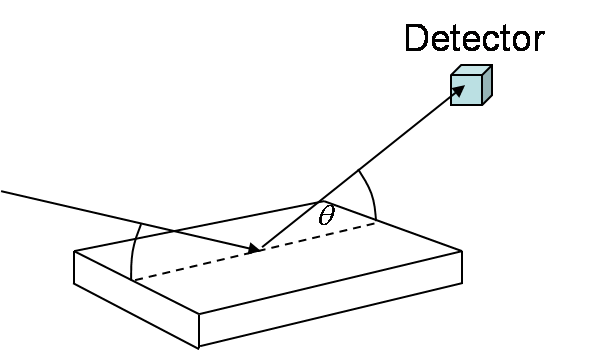
Diagrama de uma reflexão especular de raio X.

Refletividade de raios X, algumas vezes conhecida como refletividade especular de raios X, refletometria de raios X, ou XRR, é uma técnica analítica sensível à superfície utilizada em química, física e ciência dos materiais para caracterizar superfícies, filmes finos e de multicamadas. É relacionada a técnicas complementares de refletometria de nêutrons e elipsometria. A ideia por trás da técnica é refletir um feixe de raios X em uma superfície plana; e então medir a intensidade de raios X refletidos na direção especular (ângulo refletido igual ao ângulo de incidência). Se a interface não é perfeitamente suave e nivelada, então a intensidade refletida vai se desviar do valor de refletividade, previsto pela lei de Fresnel. Essa diferença pode ser analisada para obter o perfil de densidade da interface normal à superfície.
Essa técnica parece ter sido utilizada pela primeira vez com raios X pelo professor Lyman G. Parratt, da Universidade de Cornell, em um artigo da Physical Review em 1954.  O trabalho inicial de Parratt's explora a superfície de vidro revestida com cobre. Mas, desde então, a técnica tem sido estendida para uma vasta gama de interfaces sólidas ou líquidas.
A relação matemática básica que descreve reflectividade especular é bastante simples. Quando uma interface não é perfeitamente plana, mas apresenta um perfil de densidade eletrônica média dada por {\displaystyle \rho _{e}(z)}, então a refletividade pode ser aproximada por:
{\displaystyle R(Q)/R_{F}(Q)=\left|{\frac {1}{\rho _{\infty }}}{\int \limits _{-\infty }^{\infty }{e^{iQz}\left({\frac {d\rho _{e}}{dz}}\right)dz}}\right|^{2}}
Onde {\displaystyle R(Q)} é a refletividade, {\displaystyle Q=4\pi \sin(\theta )/\lambda }, {\displaystyle \lambda } é o comprimento de onda dos raios X, {\displaystyle \rho _{\infty }} é a profundidade de penetração no material e {\displaystyle \theta } é o ângulo de incidência. Tipicamente, pode-se então utilizar esta fórmula para comparar modelos parametrizados do perfil de densidade média na direção z, com a refletividade de raios X medida e, em seguida, variar os parâmetros até o perfil teórico corresponder as medidas.
Para filmes com múltiplas camadas, a refletividade de raios X pode mostrar oscilações com comprimento de onda, análogo ao efeito de Fabry-Perot. Estas oscilações podem ser utilizadas para inferir espessuras de camada e outras propriedades, por exemplo, usando o formulação matricial de Abeles.